# 总兵衙门 (青岛)
36°03′36.5″N 120°19′29.2″E / 36.060139°N 120.324778°E
总兵衙门，又称胶澳镇守衙门、镇台衙门，俗称“老衙门” ，原址位于今中华人民共和国山东省青岛市市南区太平路9号，建于1890年代，最初为登州镇总兵章高元驻防青岛时的官衙所在，后曾为德国占领军及胶澳总督府所使用。1950年代末至1960年代初时因建造青岛市人民会堂而陆续拆除。

## 历史

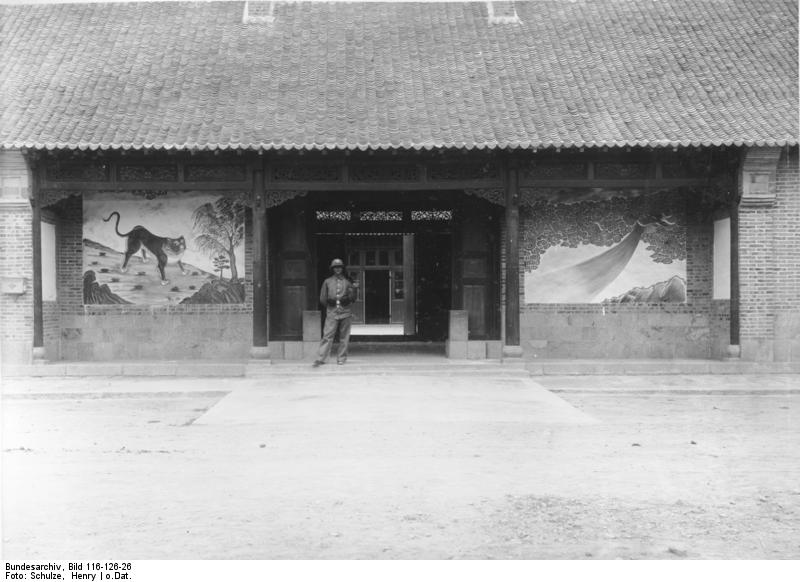
衙门大门与德国士兵

1891年6月，时任直隶总督李鸿章与山东巡抚张曜乘军舰视察胶澳后，奏请光绪帝在胶澳设防，并于6月14日获批准。1892年，登州镇总兵章高元率淮军四营自登州府府治蓬莱移防胶澳，并在青岛建设了兵营、栈桥等设施，在青岛口天后宫东侧建设了总兵衙门和左营，作为青岛地区的军政中心。由于史料缺乏，总兵衙门的具体建造年份与设计者均无从得知。
1897年11月14日，德国海军少将棣德利率军占领青岛后，棣德利及其后任的驻青德军指挥官将办公地点设于原总兵衙门，紧邻的左营也被德国军政机关所使用。1898年4月胶澳总督府成立后，总兵衙门成为总督的办公地点，直至1906年胶澳总督府办公楼投入使用。胶澳皇家法院等部分机构直至1914年仍在衙门及左营办公。
1914年11月日英联军占领青岛后，总兵衙门曾先后成为日军临时兵营及《青岛新报》职员宿舍。1930年代，青岛市政府曾计划在此开辟青岛历史博物馆，但因抗战爆发而搁浅。1940年，后来成为汪精卫政权官员的李仲刚将其创办的东文书院迁至此处，东文书院以教授日文为主，1945年8月日本投降后解散，总兵衙门改为私立抗建中学校舍，后改名为私立崂山中学。1949年青岛解放后，崂山中学并入青岛二中，总兵衙门改为青岛二中分院。1958年，中共青岛市委决定兴建人民会堂并选址于总兵衙门，自1959年5月人民会堂开工始，至约1960年，总兵衙门各部分建筑被陆续拆除。
总兵衙门现无任何遗迹可寻，部分资料称现人民会堂附近的几棵银杏树传说为章高元驻防时期所种植。

## 建筑特色
总兵衙门位于今太平路大学路路口北侧，正门面向西南方，门前为道路及一条平行的河沟，该道路及河沟即今大学路的位置。按照清代官衙营建制度，总兵衙门的等级与规格远远高于管理青岛地区民政事务的即墨县衙，此种现象在古代官衙建筑中不多见。
总兵衙门平面分前后两个院落，大门五开间，前院总兵大堂、后堂各五间，左右厢房各三间，后院正厅五开间，厢房各两间。房屋均为砖木梁架结构，屋顶覆盖中式灰瓦，围墙以花岗岩砌筑，以青砖包饰。房屋外檐下建有木制回廊，院中设花坛，种植松柏花竹等，大门内外两侧外墙有壁画。大门外建有一座宽约15米的照壁，绘有神兽壁画，外侧竖立木制旗杆。
左营紧靠衙门东北侧，平面矩形，设夯土围墙，后改为砖墙。衙门于德占时期也有所增建。

## 图集
- 约1890年代末的总兵衙门与右侧的左营，左营夯土围墙尚未拆除，衙门后方远处可见天后宫的一对旗杆
- 约1890年代末的总兵衙门近景，前方紧靠影壁可见河沟，远处可见栈桥
- 衙门影壁
- 普鲁士海因里希亲王访问青岛时于衙门院内，1898年

- 德军在衙门门前举行礼拜
- 约1900年代初的总兵衙门及后方的主城区，衙门大门已被扩建
- 1946年的太平路大学路路口一带，自市立女中教学楼向北拍摄，照片中央树木后方隐约可见老衙门正门
- 人民会堂基本建成时尚未拆除的老衙门部分房屋，青岛日报摄影师张秉山摄，约1960年代初